# Ситула из Ваче
Ситула из Ваче (словен. situla z Vač, vaška situla) — церемониальный бронзовый сосуд (ситула), относящийся к восточногальштатской культуре раннего Железного века. Один из наиболее ценных предметов такого рода и важнейший археологический артефакт Словении.

## Открытие
Ситула была обнаружена рядом с селом Ваче в центральной Словении крестьянином Янезом Грилцем в марте 1882 года (по другим данным 17 января 1882 года) на глубине 1,5 метров. В том же году о находке узнал директор Провинциального музея Крайны Карел Дежман, и объект был приобретен за 18 гульденов 20 крейцеров (позже музей оценил его в примерно 6000 гульденов). В настоящее время хранится в Национальном музее Словении.

## Описание
Ситула — возможно, ритуальный сосуд для воды, — датируется V веком до н. э. и считается одной из старейших для восточногальштатской культуры северных иллирийцев.
Предмет имеет 23,8 сантиметров в высоту и объём около двух литров и состоит из трех отдельных бронзовых листов, соединенных бронзовыми заклепками. Ручка сделана из толстой скрученной проволоки с концами в форме стилизованных утиных голов. Орнамент, выполненный методом чеканки, отражает быт правящего класса и религиозные мотивы.

### Фризы

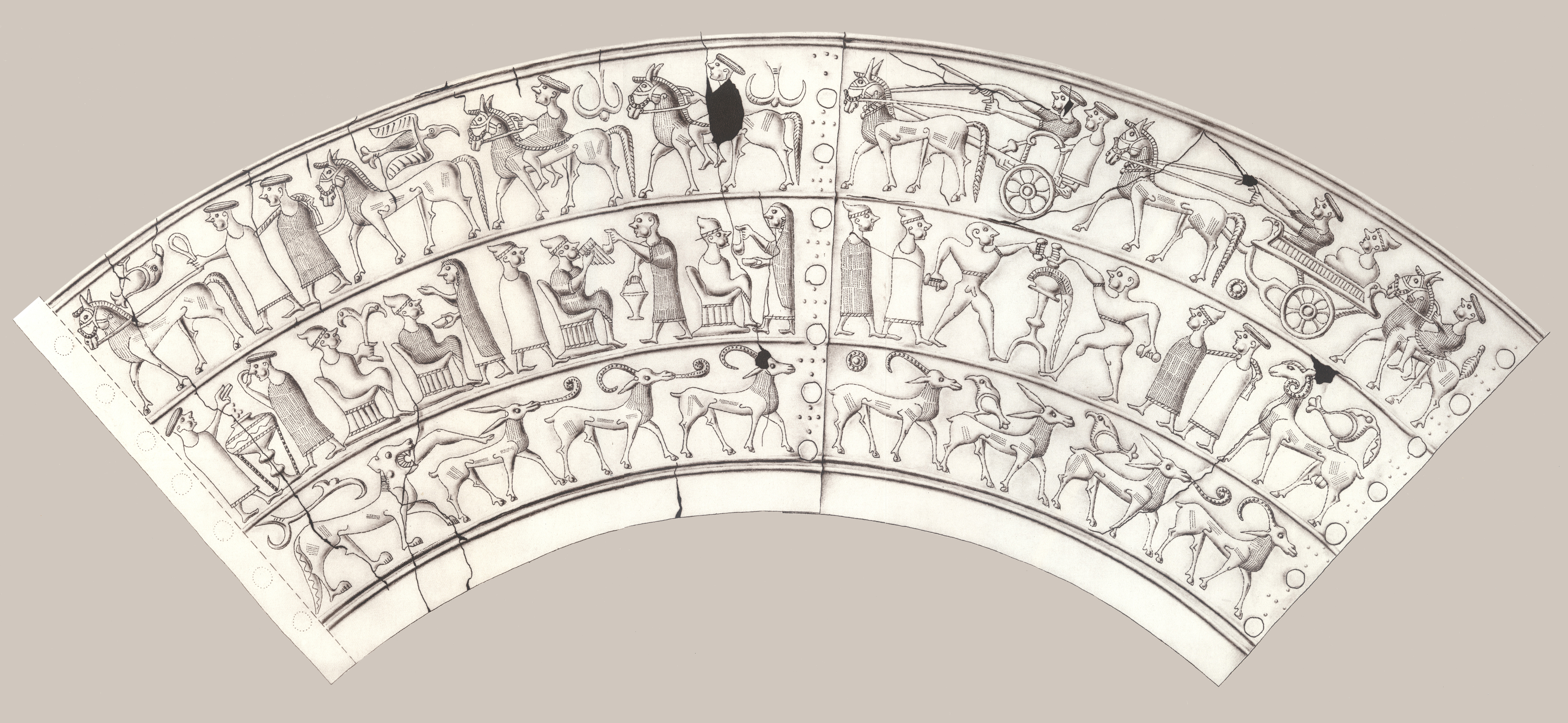
Барельефы на ситуле.

Ситула украшена тремя параллельными горизонтальными рядами барельефов с изображением воинов, религиозных обрядов, зверей и птиц. Два верхних ряда образуют логическую последовательность.
В верхнем ряду — торжественная процессия пеших и конных воинов, а также две колесницы. В среднем ряду — центральное событие: приношение зерна и празднество. Четыре человека сидят на тронах и получают дары. Затем следует сцена ритуального поединка за приз — шлем с длинным гребнем. В нижнем ряду — восемь зверей (лев с волчьим хвостом, пожирающий ногу животного, три лани и четыре горных козла).
Автор предмета испытал влияние этрусского искусства.

## Значение
Ситула из Ваче признана национальным достоянием Словении. Отдельные изображения с фризов использованы в дизайне словенских паспортов. В начале археологической тропы в Ваче установлены увеличенные в пять раз бронзовые копии фигур.